# Henrik Malberg

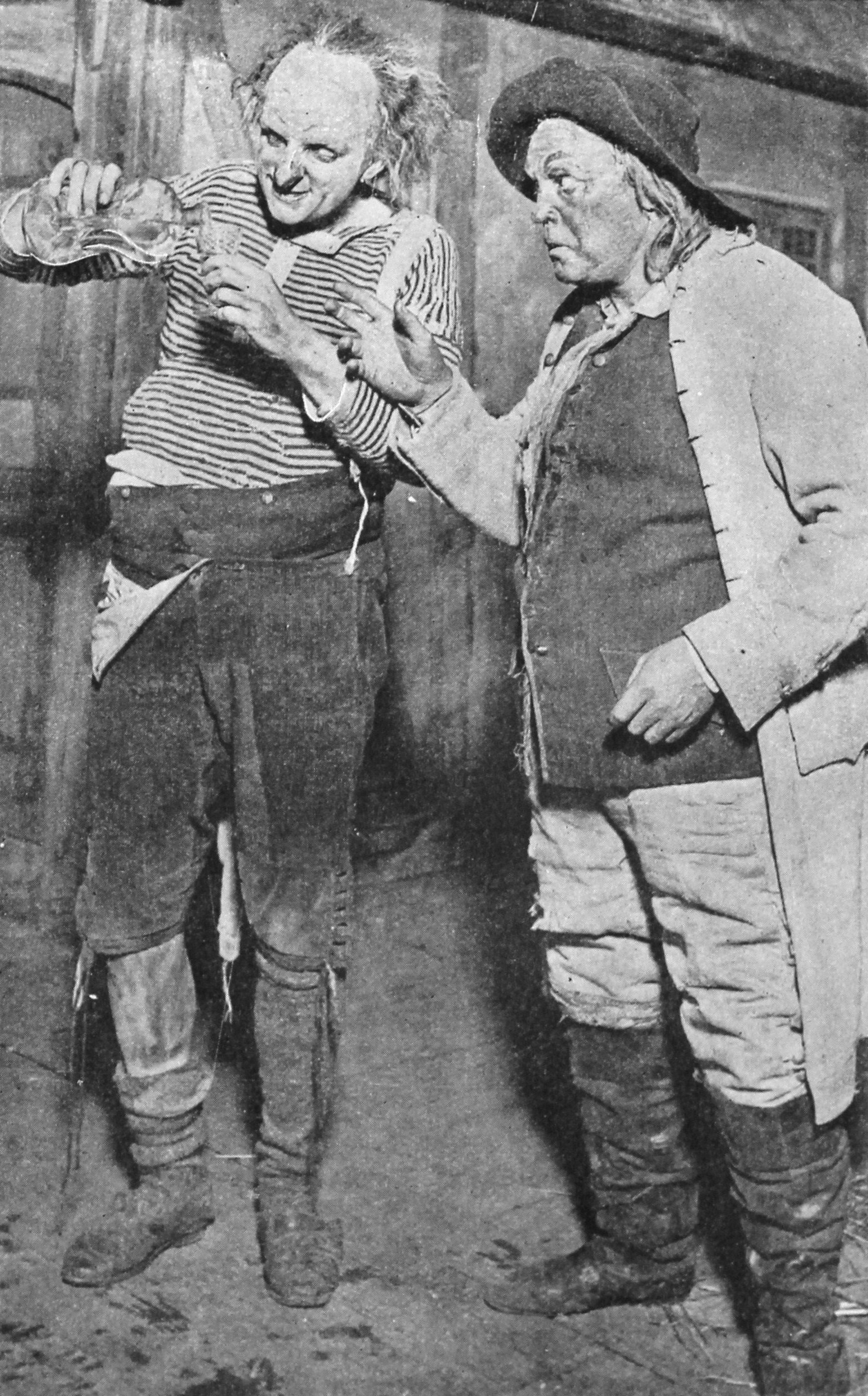
Henrik Malberg (rechts) mit Valdemar Møller in Ludvig Holbergs Jeppe på bjerget (1918)

Henrik Malberg (* 4. Dezember 1873 in Aarhus als Henrik Martin Marinus Malberg; † 28. September 1958 in Kopenhagen) war ein dänischer Theater- und Filmschauspieler.

## Leben und Karriere
Henrik Malberg arbeitete zunächst einige Jahre als Mechaniker wechselte dann allerdings in den Schauspielberuf und machte sein Bühnendebüt im Jahre 1896. Für einige Jahre zog er mit einer wandernden Schauspieltruppe quer durch Dänemark, ehe er zwischen 1902 und 1905 ein festes Ensemblemitglied des Aarhus Teater wurde. Anschließend lotste ihn der damals berühmte Komödienschauspieler Olaf Poulsen zum Dagmar Theater in Kopenhagen, wo Malberg auch zahlreiche Hauptrollen spielen durfte. 1910 verließ er das Dagmar Theater zeitweise und wurde Leiter einer eigenen Schauspieltruppe, doch bereits 1912 kehrte er wieder zum Dagmar Theater zurück. In späteren Jahren war der zu seiner Zeit in Dänemark sehr prominente Theaterdarsteller am Königlichen Dänischen Theater in Kopenhagen engagiert.
Bereits im Jahre 1910 absolvierte Malberg sein Filmdebüt in Dorian Grays Portræt, der ersten Verfilmung von Oscar Wildes Das Bildnis des Dorian Gray. Es folgten weitere Stummfilmrollen für Malberg, mehrmals auch unter Regie von George Schnéevoigt. Er war auch in zwei Filmen des Komikerduos Pat & Patachon zu sehen. 1931 spielte Malberg die Hauptrolle im Kriminalfilm Præsten i Vejlby, der als Dänemarks erster Tonfilm gilt und auf einem Werk von Steen Steensen Blicher basierte. Heutige Zuschauer kennen Malberg jedoch vor allem durch seine Hauptrolle als Landwirt Morten Borgen in Carl Theodor Dreyers Filmklassiker Das Wort (1955). Für den bereits 80-jährigen Malberg blieb Das Wort zwar sein letzter Film, doch in den folgenden Jahren stand er bis zu seinem Tod  regelmäßig auf der Bühne. Er besuchte auch Schulklassen, um ihnen die Schauspielerei näher zu bringen. Er starb 1958 nach dem Sturz von einer Leiter, rund zwei Monate vor seinem 85. Geburtstag.
Er wurde am 14. Januar 1950 von König Frederik IX. von Dänemark mit der dänischen Verdienstmedaille Ingenio et arti ausgezeichnet.
Mit Ehefrau Anna Augusta Hansenmeyer war er von 1906 bis zu seinem Tod 1958 verheiratet. Ihre gemeinsame Tochter war die Schauspielerin Ellen Malberg (1907–1983).